# Triefenstein
Triefenstein er en købstad (markt) i Landkreis Main-Spessart i regierungsbezirk Unterfranken i den tyske delstat Bayern.

## Geografi
Triefenstein ligger i Region Würzburg ved floden Main.
I kommunen ligger ud over Triefenstein, landsbyerne Homburg a.Main, Lengfurt, Rettersheim og Trennfeld.

## Historie
Byen har udviklet sig ud fra Kloster Triefenstein der blev grundlagt i 1102. Byen kom med Reichsdeputationshauptschluss 1803 under greverne Löwenstein-Wertheim og blev i 1806 en del af Fyrstedømmet Aschaffenburg. Das Amt Homburg des Hochstifts Würzburg fiel 1803 gegen Rente an Bayern, 1805 an das Großherzogtum Würzburg. I 1814-16 kom de forskellige dele af kommunen under Bayern. Ved forvaltningsreformen i 1818 blev kommunerne Rettersheim, Homburg a. Main, Lengfurt og Trennfeld dannet, og de blev i ved kommunalreformen i 1978 sammenlagt med Triefenstein.